# 小行星9424
小行星9424（英語：9424）是一颗围绕太阳公转的小行星。1996年1月16日，小林隆男在大泉天文台发现了此天体。
这颗小行星的绝对星等为329.71210等。